# Умора
Умората е субективно усещане за отпадналост и изтощение, което се появява постепенно. За разлика от слабостта, умората може да бъде облекчена с периоди на почивка. Може да има физически или умствени причини. Физическата умора е преходната невъзможност на мускула да поддържа оптимална физическа работоспособност и се влошава от интензивни физически упражнения. Умствената умора е преходно намаление на максималната когнитивна способност, дължаща се на продължителни интензивни периоди на умствена активност. Може да се прояви като сънливост, летаргия или насочена умора на вниманието.
Медицински погледнато, умората е неспецифичен симптом, което означава, че има много възможни причини и съпътства много различни състояния. Умората се счита за симптом, а не за болест, защото това е субективно усещане на пациента, а не обективно, което може да се наблюдава от други. Умората и „чувството за умора“ често се бъркат.